# 대한민국 형사소송법 제309조
대한민국 형사소송법 제309조는 강제등 자백의 증거능력에 대한 형사소송법의 조문이다.
[본조신설 2007.6.1.]

## 조문
제309조(강제등 자백의 증거능력) 피고인의 자백이 고문, 폭행, 협박, 신체구속의 부당한 장기화 또는 기망 기타의 방법으로 임의로 진술한 것이 아니라고 의심할 만한 이유가 있는 때에는 이를 유죄의 증거로 하지 못한다.
[제목개정 1963.12.13.]

第309條(強制등 自白의 證據能力) 被告人의 自白이 拷問, 暴行, 脅迫, 身體拘束의 不當한 長期化 또는 欺罔 其他의 方法으로 任意로 陳述한 것이 아니라고 疑心할 만한 理由가 있는 때에는 이를 有罪의 證據로 하지 못한다.
[제목개정 1963.12.13.]

## 참고 문헌
- 손동권 신이철, 새로운 형사소송법(초판, 2013), 세창, 2013. ISBN 9788984114081
- 김혁돈. (2016). 형사소송법 제309조의 해석에 있어 제308조의2와 제317조의 관계. 형사소송 이론과 실무, 8(1), 59-82.
- 이재학. "형소법 제308조의2에 대한 형소법 제309조의 지위 및 지향점에 관한 고찰." 형사법연구 28.4 (2016): 221-251.
- 조광훈. "형사소송법 제309조 “기타의 방법”의 유형별 고찰." 법학논집 18.2 (2013): 229-253.

## 같이 보기
- 위법수집증거배제법칙
- 고문
- 폭행
- 협박
- 대한민국 헌법 제12조 신체의 자유